# Kościół Chrystusa Dobrego Pasterza w Łowiczu
Kościół Chrystusa Dobrego Pasterza w Łowiczu – rzymskokatolicki kościół parafialny należący do parafii pod tym samym wezwaniem (dekanat Łowicz-Św. Ducha diecezji łowickiej).
Budowa świątyni rozpoczęła się 10 czerwca 1992 roku według projektu architektów Feliksa Dzierżanowskiego i Mariana Korala z Warszawy. 29 września 1992 roku biskup łowicki Alojzy Orszulik wmurował kamień węgielny, przywieziony z Ziemi Świętej przez księdza Zbigniewa Bigdę, ówczesnego wikariusza. W 1994 roku zostały rozpoczęte prace budowlane, ciesielskie i blacharskie. Prace przy wieżach kościoła były prowadzone w 1995 roku, a w następnych latach były kontynuowane prace wykończeniowe. Wizyta papieża św. Jana Pawła II w Łowiczu i odprawienie mszy świętej na Błoniach obok świątyni w dniu 14 czerwca 1999 roku była mobilizacją do wykonania kolejnych prac, wybudowania ogrodzenia wokół świątyni, wykończenia prezbiterium i ołtarzy bocznych. 
W 2001 roku świątynia została wzbogacona o marmurowy ołtarz i ambonkę. Zwieńczeniem wysiłków stała się uroczysta konsekracja świątyni w dniu 22 września 2001 roku, której dokonał biskup łowicki Alojzy Orszulik, nadając jej wezwanie Chrystusa Dobrego Pasterza. W 2003 roku świątynia otrzymała cztery nowe dzwony, które zostały ufundowane przez parafian i miejscowe firmy. 5 listopada 2010 roku uroczyście była obchodzona rocznica 20-lecia istnienia parafii, w której uczestniczył biskup łowicki Andrzej F. Dziuba. Z tej okazji parafianie ufundowali marmurową chrzcielnicę, a także świeczniki i podstawę pod paschał. Bryła świątyni została wzniesiona w stylu dawnej bazyliki romańskiej. Nawa główna zakończona jest przestronnym prezbiterium, które zaprojektował Jerzy Machaj z Warszawy.
Na ścianie ołtarzowej jest umieszczona figura Chrystusa Ukrzyżowanego, przy Nim Matka Boża Bolesna i św. Jan Apostoł. W centrum jest umieszczone tabernakulum. W prezbiterium znajduje się także marmurowy ołtarz, ambonka, chrzcielnica, podstawa pod paschał i świeczniki oraz krzesła dla celebransów i drewniane ławki dla asysty liturgicznej. Po prawej stronie prezbiterium jest umieszczona zakrystia, a po lewej kaplica z obrazem Matki Boskiej Częstochowskiej, z tyłu natomiast zakrystia dla ministrantów. W ołtarzach bocznych są umieszczone: po prawej stronie obraz Chrystusa Dobrego Pasterza, natomiast po lewej obraz Chrystusa Miłosiernego. Nawa główna jest ozdobiona obrazami: bł. Bolesławy Lament, bł. ks. Jerzego Popiełuszki oraz św. Jana Pawła II i Sługi Bożego Stefana kard. Wyszyńskiego. Kościół posiada również: obraz Matki Boskiej Nieustającej Pomocy, obraz Świętej Rodziny oraz figurę Matki Boskiej Fatimskiej.